# Урро (Арока)
Урро (порт. Urrô) — район (фрегезия) в Португалии, входит в округ Авейру. Является составной частью муниципалитета Арока. Находится в составе крупной городской агломерации Большой Порту. По старому административному делению входил в провинцию Дору-Литорал. Входит в экономико-статистический субрегион Энтре-Доуру-и-Воуга, который входит в Северный регион. Население составляет 1206 человек. Занимает площадь 10,18 км².